# Klaviersonate Nr. 9 (Mozart)
Die Sonate Nr. 9 a-moll KV 310 (300d) (von der Zählweise des Köchelverzeichnisses her Nr. 8) von Wolfgang Amadeus Mozart ist eine Klaviersonate in drei Sätzen. Sie gehört zu einem Zyklus von drei Sonaten, die zwischen 1777 und 1778 im Verlauf einer längeren, von Mannheim nach Paris führenden Gastspielreise entstanden sind und die einen ruhigeren Charakter gegenüber den ersten sechs Sonaten haben.
Die a-moll-Sonate ist die erste von nur zwei Klaviersonaten, die Mozart in Moll schrieb. Sie ist die „dunkelste“ seiner Klaviersonaten und wurde 1778 in Paris komponiert, nachdem seine Mutter Anna Maria Mozart, die ihn auf der Reise begleitet hatte, dort verstorben ist.
Eine durchschnittliche Aufführungsdauer der Sonate beträgt etwa 22 Minuten.

## Sätze

### 1. Satz: Allegro maestoso
Der Kopfsatz in einem Allegro maestoso wird geprägt durch einen ständigen Wechsel zwischen Aufbäumen und Resignation und Verzweiflung. Der vielfach punktierte Rhythmus verkörpert eine dämonische, düstere Majestät. Der Satz besteht nur aus einem Thema, welches in eine Sechzehntel-Bewegung übergeht, gefolgt von einer polyphonen Zweistimmigkeit in der linken Hand. Am Ende der Exposition erscheint wiederum der punktierte Rhythmus des Hauptthemas. Im Verlauf der Durchführung mit einer klaren Quintfallsequenz jeweils in den Takten 58–61, 62–65, 66–69 und 70–73 wechselt Mozart in der Dynamik zwischen fortissimo und pianissimo und setzt zudem in Takt 126 und 127 zwei verminderte Septime-Akkorde, was für ihn völlig ungewöhnlich und Ausdruck höchster Tragik und Erschütterung ist.

### 2. Satz: Andante cantabile con espressione
Der zweite Satz vermittelt mit seinem lyrischen und ausdrucksstarken Andante-Tempo Leidenschaft und Würde. Ab Takt 15 setzt Mozart ein zweites Thema und erinnert in der Durchführung ab Takt 43 bis 49 an die Aufgewühltheit des ersten Satzes, bevor er wieder zum Hauptthema und zur Reprise des zweiten Satzes zurückkehrt.

### 3. Satz: Presto
Der letzte Satz ist von einer obsessiven und gejagt erscheinenden Stimmung geprägt mit ihrem Höhepunkt fast am Schluss des Satzes, wo die unaufhaltsame Entwicklung am Ende nur von wiederholten ruhiger werdenden Passagen unterbrochen wird. Dieser Presto-Satz ist eines der wenigen bedrückenden Werke Mozarts und zeigt – wie im ersten Satz – seine Zerrissenheit zwischen Aufbäumen und Verzweiflung. Anders als beispielsweise bei Beethoven, kehrt Mozart am Ende nicht in ein aufhellendes Dur zurück, sondern baut nur einmal eine kurze Passage ähnlich einer Fata Morgana in einem hellen A-Dur ein, bevor er die Sonate im vorgegebenen a-moll fast trotzig schließt. 